# Zabierka

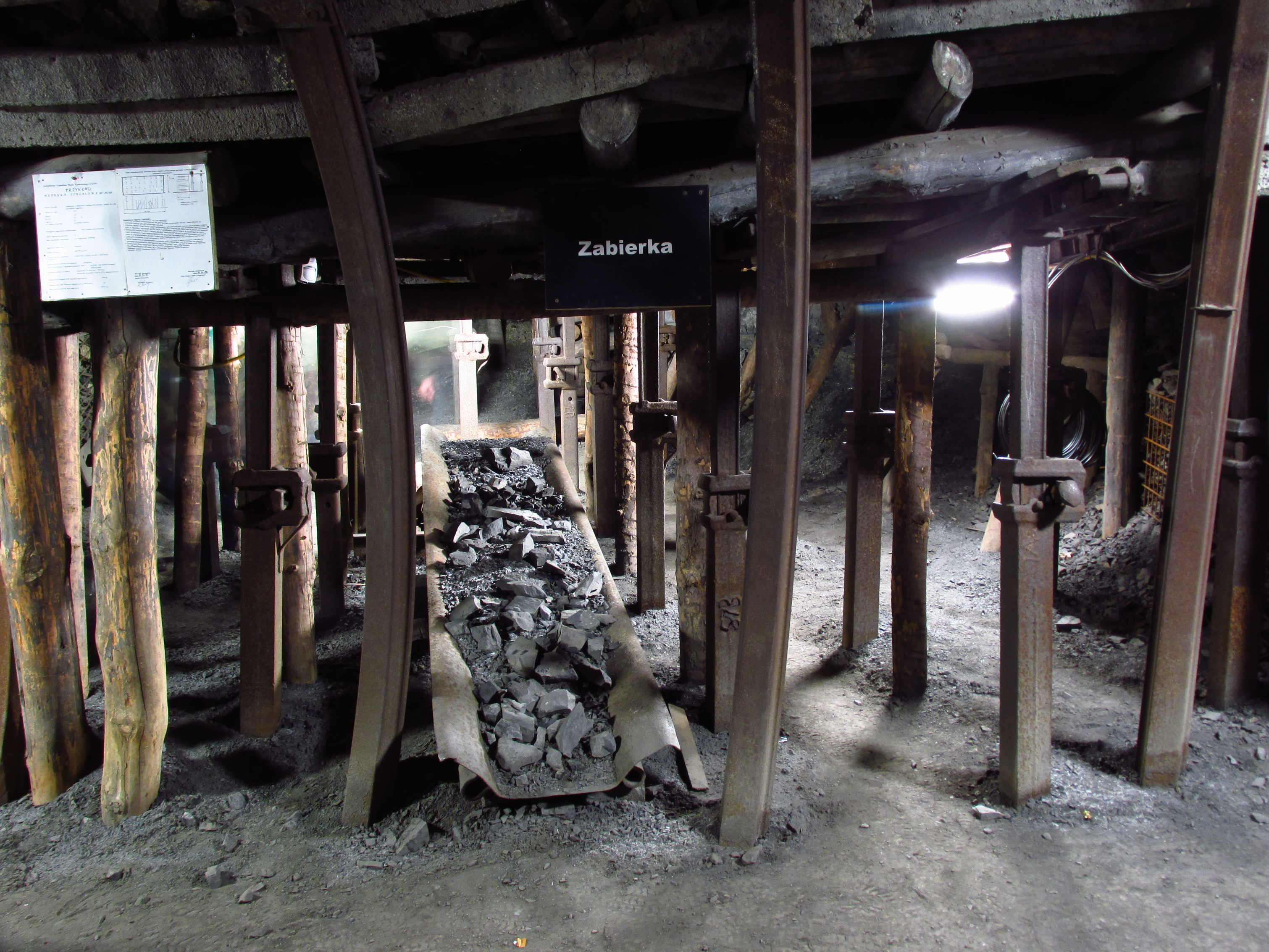
Zabierka z rynną wstrząsaną na poziomie 320 w kopalni węgla kamiennego Guido

Zabierka – wyrobisko podziemne eksploatacyjne o wąskim przodku, rzędu od 3 do 8 metrów. Wysokość zabierki nie przekracza 8 metrów, najczęściej są to wyrobiska o wysokości 5 metrów.
Przy wykonywaniu wyrobisk zabierkowych kierunek drążenia przodka jest prostopadły do kierunku postępu frontu eksploatacyjnego.